# Ministero degli affari esteri (Romania)
Il Ministero degli affari esteri (in rumeno: Ministerul Afacerilor Externe - MAE) è un dicastero del governo rumeno.
Fondato il 20 luglio 1862, col nome di  Ministero degli affari esteri, è stato diretto da Apostol Arsache, primo ministro degli esteri della Romania moderna. Il nome del Ministero degli affari esteri mantenne la sua denominazione anche durante la Repubblica Socialista di Romania, nome conservato ancora oggi.
L'attuale ministro degli esteri è Bogdan Aurescu.

## Struttura
- Agenzia nazionale per il controllo delle esportazioni - ANCEX
- Commissione per gli scambi culturali
- Istituto diplomatico rumeno
- Centro "Eudoxiu Hurmuzachi" per i romeni
- Passo per l'estero
- Segreteria dell'Associazione di diritto internazionale e relazioni internazionali (finanza)
- Segreteria dell'Associazione internazionale per gli Studi nel sud-est europeo (finanza)
- Segreteria della Casa latinoamericana (finanza)

I fondi MAE sono finanziati ai segretari dell'Associazione di diritto internazionale e relazioni internazionali, l'Associazione internazionale per gli studi nel sud-est europeo e la Casa latinoamericana.